# Zaginiona (serial telewizyjny 2003)
Zaginiona – polski serial telewizyjny w reżyserii Andrzeja Kostenki, emitowany przez TVP1 od 5 stycznia do 16 lutego 2003 roku.

## Fabuła
Zniknięcie 18-letniej Uli przewartościowuje całe życie rodziny Tokarskich. Ojciec i matka, uciekający w pracę przed problemami małżeńskimi, oraz skupiony na sobie brat będą musieli zbudować na nowo relacje ze sobą i otaczającym ich światem, aby móc odnaleźć Ulę. Poszukiwania dziewczyny są niełatwą próbą, bo kolejne tropy okazują się fałszywe. Tokarscy w końcu odkrywają smutną prawdę: Ula w rzeczywistości uciekła z domu, gdyż od dłuższego czasu prowadziła podwójne życie – związała się z przestępcą poszukiwanym przez policje wielu krajów.

## Obsada
- Jan Frycz – Marek Tokarski
- Danuta Stenka – Marta Tokarska
- Maciej Marczewski – Jacek Matuszewski, syn Marty, przyrodni brat Uli
- Agnieszka Grochowska – Ula Tokarska
- Andrzej Chyra – komisarz Krzysztof Ryś
- Krzysztof Dracz – Igor Kryński, kolega Marka i sąsiad Tokarskich
- Ryszard Filipski – komisarz Joachim Kondeja
- Szymon Bobrowski – John van Borden
- Janusz Chabior – przestępca Giczewski
- Edward Żentara – sędzia Milanowski
- Piotr Polk – mecenas Grzegorz Skłodowski
- Matylda Damięcka – Matylda, koleżanka Uli
- Jakub Snochowski – Michał, chłopak Uli
- Rafał Mohr – komisarz Jerzy Sent
- Wiesława Niemyska – pani Stasia, gosposia Tokarskich
- Bogusław Sar – policjant w Pałacu Mostowskich
- Władimir Abramuszkin – Ukrainiec na budowie domu Kryńskiego

| - Hanna Dunowska – Elżbieta Krajewska, matka Michała - Piotr Grabowski – policjant przyjmujący zgłoszenie o zaginięciu Uli - Andrzej Golejewski – dzielnicowy - Andrzej Hudziak – fotograf policyjny - Jacek Kawalec – nauczyciel w-f Uli - Michał Koterski – Krzysiek Chrapek, uczeń z klasy Uli - Magdalena Kuta – matka Matyldy - Maciej Makowski – Dominik, dziennikarz - Tomasz Preniasz – Kozłowski, kierowca w firmie Marty - Katarzyna Skolimowska – dyrektorka liceum Uli - Wojciech Słupiński – barman w hotelowym barze - Leszek Zduń – fotograf - Ewa Szawłowska – Aneta, dziennikarka - Piotr Antczak – aspirant Chłopicki - Zdzisław Rychter – policjant aresztujący Chrapka - Leszek Fedorowicz – mężczyzna ćwiczący w fitness-clubie - Grzegorz Kulikowski – policjant przy Dworcu Centralnym - Szymon Kuśmider – prokurator Bielski - Marta A. Zygadło – dziewczyna Chrapka - Halina Łabonarska – Jadwiga Szulc, matka Eweliny - Janusz Bukowski – ojciec Eweliny - Przemysław Bluszcz – biznesmen przejmujący firmę Tokarskiej - Joachim Lamża – biznesmen przejmujący firmę Tokarskiej - Monika Jarosińska – prostytutka - Krystyna Kołodziejczyk – Biedroniowa, matka Joli - Andrzej Korzyński – pianista w barze - Norbert Rakowski – prowadzący program Ktokolwiek widział, ktokolwiek wie - Jan Kozaczuk – członek ekipy realizującej program Ktokolwiek widział, ktokolwiek wie - Ewa Serwa – gość programu Ktokolwiek widział, ktokolwiek wie - Anna Majcher – chora w szpitalu psychiatrycznym - Maciej Orłoś – dziennikarz Maciek - Krystyna Rutkowska – pani Zosia, salowa w szpitalu psychiatrycznym - Joanna Sienkiewicz – lekarka w szpitalu psychiatrycznym - Małgorzata Socha – Jola Biedroń - Joanna Szurmiej – Ula, chora w szpitalu psychiatrycznym - Jan Tomaszewicz – członek krakowskiej brygady antyterrorystycznej - Tomasz Tyndyk – chłopak Joli Biedroń - Agnieszka Warchulska – Magda Ostrowska, dziennikarka Radia Arena - Mariusz Bonaszewski – Krzysztof Molski, dyrektor radia Arena |  | - Antoni Ostrouch – Albert Skoczylas „Konsul”, przywódca sekty Raj - Grzegorz Emanuel – członek sekty Raj - Tomasz Krzemieniecki – członek sekty Raj - Elżbieta Piekacz – pokutujący członek sekty Raj - Andrzej Róg – Jaromir Pieńkowski, członek sekty Raj - Elżbieta Jarosik – recepcjonistka w motelu, członek sekty Raj - Magdalena Gnatowska – Agnieszka Żak, kochanka Van Bordena - Sławomir Jóźwik – znajomy Magdy opowiadający o sekcie Raj - Lech Mackiewicz – zakonnik specjalizujący się w temacie sekt - Marek Kotański – w roli samego siebie - Marcin Kwaśny – dziennikarz radiowy - Piotr Siwkiewicz – komisarz Więckowski - Georgi Angiełow – policjant przeszukujący dom Tokarskich - Sławomir Holland – policjant przeszukujący dom Tokarskich - Maciej Wilewski – policjant przeszukujący dom Tokarskich - Alicja Bach – matka zaginionego Janka - Łukasz Bach – brat zaginionego Janka - Waldemar Błaszczyk – Cezary Warchoł, dziennikarz Warszawskiego Kuriera Telewizyjnego - Andrzej Grąziewicz – pacjent leżący w szpitalu z Tokarskim - Krzysztof Janczar – lekarz - Tomasz Matraszek – charakteryzator w TV - Jerzy Zygmunt Nowak – pan Józef, szef straży w więzieniu - Sybilla Rostek – dziennikarka w bufecie telewizyjnym - Karolina Sobczak – złodziejka podająca się za Ulę - Borys Szyc – Janusz Brzeski, aplikant w kancelarii Skłodowskiego - Beata Kawka – policjantka Ewa - Leszek Abrahamowicz – policjant na Dworcu Centralnym - Andrzej Chichłowski – policjant na Dworcu Centralnym - Joanna Benda – pracownica ambasady Kanady - Wenanty Nosul – Keats, pracownik Ambasady Kanady - Marian Glinka – szef recepcji hotelu Europejskiego - Mariusz Krzemiński – wspólnik Johna Van Bordena - Aldona Orman – partnerka Maćka na balu w Krakowie - Michał Żurawski – członek krakowskiej brygady antyterrorystycznej - Małgorzata Potocka – Zofia Milanowska, żona sędziego - Andrzej Precigs – sędzia wydający decyzję o aresztowaniu Uli |

a także
- Małgorzata Ballue, Adam Bauman, Marlena Bernaś, Robert Brzeziński, Paweł Danielewski, Piotr Dąbrowski, Gabrysia Duszenko, Magdalena Emilianowicz, Marta Gierlińska, Agnieszka Gromkowska, Magdalena Gruber, Janusz Grzelak, Paweł Hegeman, Grzegorz Jurek, Tomasz Justyna, Piotr Karasiński. Wojciech Kędzior, Monika Kołosińska, Agnieszka Kordek, Julia Koźmina, Rafał Krajewski, Barbara Kruk, Piotr Kulisz, Eryk Kulm[1], Sławomir Leśnik, Barbara Lorek, Ernest Lorek, Mariusz Luszowski, Piotr Majerczyk, Krzysztof Nika, Renata Nowicka, Jagoda Nowińska, Waldemar Obłoza, Olga Ożarenkova, Tadeusz Paradowicz, Barbara Regulska, Magdalena Samuelowicz, Dorota Sierakiewicz, Tomasz Sobczak, Maciej Stępniak, Natalia Stolenwerk, Krzysztof Sztabiński, Małgorzata Tomczyk, Stasio Tomczyk, Fernando Villagomez, Jolanta Wierzbicka, Jacek Wojciechowski, Marek Wrona, Iwona Wszołkówna, Joanna Żurawska